# 한여름 밤의 꿈 (악곡)

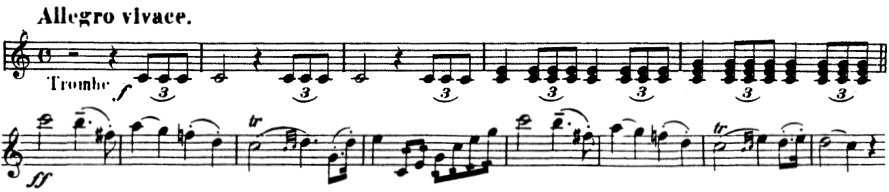

《한여름 밤의 꿈》(A Midsummer Night's Dream)은 펠릭스 멘델스존이 1826년에 작곡한 서곡과 1842년에 작곡한 부수음악을 합해서 부르는 이름이다. 윌리엄 셰익스피어가 지은 동명의 희곡을 바탕으로 제작되었다.
《한여름밤의 꿈》은 고전적 형식 속에 낭만적인 정감(情感)을 지니고 전아(典雅)한 내용이 넘치는 명작이다. 1826년 17세경 셰익스피어의 희곡을 읽고, 그 몽환적(夢幻的)인 시의 세계에 흥미를 느끼고 작곡한 것이 〈서곡〉이며, 다른 12곡은 그로부터 17년 후에 작곡되었으나 작품 전체는 잘 통일을 유지하고 있다. 그 중에서도 몽환적·공상적인 기분이 표현된 〈서곡〉, 요정의 속삭임이라든가 장난을 묘사한 것 같은 〈스케르초〉, 감정의 기복이 풍부한 〈간주곡〉, 호른과 파곳(바순)의 깊은 선율로 시작되는 아름다운 사랑의 음악인 〈야상곡〉, 유명한 〈축혼행진곡〉 등의 5곡은 특히 연주 횟수도 많고 널리 애호되고 있다.

## 악기 편성

### 서곡
- 목관악기: 플루트2, 오보에2, 클라리넷2, 바순2
- 금관악기: 호른2, 트럼펫2, 오피클라이드[1]
- 타악기: 팀파니
- 현악 5부

### 부수음악
- 위의 편성에 기악으로는 트럼펫 하나, 트롬본 셋, 트라이앵글, 심벌즈가, 성악으로는 소프라노, 메조소프라노, 합창이 더해진다.